# Кокуши
Кокуши (јап. 国司), јапански термин који означава цивилног гувернера провинције у средњем веку.

## Историја
Функција цивилног гувернера провинције успостављена је под рицурјо системом власти у периоду Нара (8. век). Са успостављањем Камакура шогуната (1192-1333), постепено је постао празна титула, иако је задржана током Муромачи периода (1336-1573). Гувернерова канцеларија називала се кокуга, а престоница провинције (седиште гувернера) - кокуфу.
Увођењем приватних поседа (шоен) у периоду Хејан, који су били изузети од власти цивилног гувернера, њихова овлашћења на тим поседима преузели су управници поседа (џито). Државна земља, која је остала под влашћу цивилног гувернера, називала се кокугарјо или корјо. У периоду Камакура уведен је и положај војног гувернера провинције (шуго), који је у почетку делио власт са цивилним гувернером, да би га у периоду Муромачи потпуно заменио.